# Cacabelos
Cacabelos – gmina w Hiszpanii, w prowincji León, w Kastylii i León, o powierzchni 32,66 km². W 2011 roku gmina liczyła 5506 mieszkańców.